# Serie A 1937 (pallapugno)
La Serie A di pallapugno 1937 si svolse nel 1937.

## Formula
La totale assenza di fonti non permette di determinare la formula del campionato.

## Squadre partecipanti
La totale assenza di fonti permette di risalire alla sola presenza della formazione vincitrice, ossia la formazione di Torino sponsorizzata dalla FIAT, alla sua seconda partecipazione.

## Formazioni
La formazione della squadra FIAT Torino fu la seguente:
| Squadra     | Battitore   | Spalla          | Terzini        |
| ----------- | ----------- | --------------- | -------------- |
| FIAT Torino | A. Cappello | Maurizio Aprile | M. Cappello, ? |

## Verdetti
- FIAT Torino Campione d'Italia 1937 (1º titolo)